# Hengelo
Bài này về thành phố ở Overijssel, Hà Lan. Để xem thị xã ở Gelderland, Hà Lan, xem Hengelo, Gelderland.
Hengelo là một đô thị ở Hà Lan, tỉnh Overijssel. Thành phố này nằm dọc theo quốc lộ A1/E30 và A35 và là một trạm cho tuyến Amsterdam - Hannover - Berlin.

## Các trung tâm dân cư

Huy hiệu Hengelo

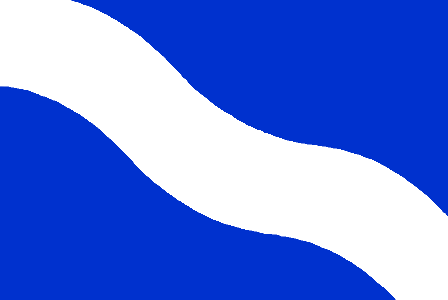
Cờ Hengelo

- Beckum
- Oele
- Hengelo

## Thành phố kết nghĩa
- Ogre, Latvia
- Plzen, Cộng hòa Séc
- Emsdetten, Đức

## Nhân vật nổi tiếng từ Hengelo
- Henk Kamp (sinh 1952), cựu bộ trưởng quốc phòng Hà Lan
- Joris Keizer (sinh 1979), vận động viên bơi lội
- Niels Oude Kamphuis (sinh 1977), cầu thủ bóng đá
- Joost Posthuma (sinh 1981), cua rơ
- Kirsten Vlieghuis (sinh 1976), vận động viên bơi lội
- Theo Wolvecamp (sinh 1925), họa sĩ

## Liên kết
- Trang mạng chính thức
- Hengelo on Google Maps